# Monasterzyska (gmina)
Monasterzyska – dawna gmina wiejska w powiecie buczackim województwa tarnopolskiego II Rzeczypospolitej. Siedzibą gminy było miasto Monasterzyska, które stanowiło odrębną gminę miejską.
Gminę utworzono 1 sierpnia 1934 r. w ramach reformy na podstawie ustawy scaleniowej z dotychczasowych gmin wiejskich: Dubienko, Huta Nowa, Huta Stara, Komarówka, Korościatyn, Kowalówka, Olesza, Sawałuski, Słobódka Dolna, Słobódka Górna, Weleśniów i Wyczółki.
Od września 1939 do lipca 1941 gmina znajdowała się pod okupacją ZSRR, a 1 sierpnia 1941 weszła w skład Generalnego Gubernatorstwa i nowo utworzonego dystryktu Galicja; przyłączono wówczas do niej gromadę Hrehorów ze zniesionej gminy Jezierzany. Gmina przynależała odtąd do powiatu czortkowskiego (Kreishauptmannschaft Czortków). W 1943 roku gmina składała się z 13 gromad (Dubienko, Hrehorów, Huta Nowa, Huta Stara, Komarówka, Korościatyn, Kowalówka, Olesza, Sawałuski, Słobódka Dolna, Słobódka Górna, Weleśniów i Wyczółki) i liczyła 11.897 mieszkańców.
Po II wojnie światowej obszar gminy znalazł się w ZSRR.